# JoAnne Sellar
JoAnne Sellar (* 1963 in Hendon) ist eine englische Filmproduzentin.  Zusammen mit ihrem Ehemann Daniel Lupi produzierte sie mehrere Filme des Regisseurs Paul Thomas Anderson. Alle drei waren bei der Oscarverleihung 2008 mit There Will Be Blood für den Besten Film nominiert. Eine weitere Oscar-Nominierung erhielt sie 2017 zusammen mit Paul Thomas Anderson, Megan Ellison und Daniel Lupi für Phantom Thread.

## Filmografie
- 1990: M.A.R.K. 13 – Hardware (Hardware)
- 1992: Red Hot and Blue (Koproduzentin)
- 1992: Dust Devil
- 1995: Lord of Illusions
- 1997: Boogie Nights
- 1999: Magnolia
- 2001: Beziehungen und andere Katastrophen (The Anniversary Party)
- 2002: Punch-Drunk Love
- 2006: The Wicker Man (Executive Producer)
- 2007: There Will Be Blood
- 2012: The Master
- 2014: Inherent Vice – Natürliche Mängel (Inherent Vice)
- 2017: Der seidene Faden (Phantom Thread)
- 2021: Licorice Pizza (Executive Producer)